# Linda Wagenmakers

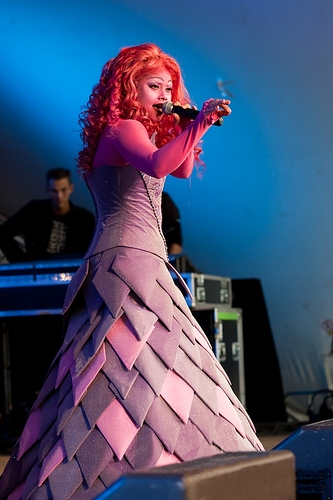
Linda Wagenmakers en 2009

Linda Wagenmakers (Arnhem, 30 de noviembre de 1975) es una cantante holandesa. Conocida por representar a los Países Bajos en el Festival de la Canción de Eurovisión 2000.

## Festival de Eurovisión
Linda participó en la preselección holandesa que tuvo lugar en Rótterdam el 27 de febrero, donde se proclamó vencedora frente a otros siete aspirantes. El Festival de Eurovisión tuvo lugar en Estocolmo el 13 de mayo, allí participó con la canción "No Goodbyes" acabó en la 13.ª posición.